# Hospodářská strana dlužníků
Hospodářská strana dlužníků (zkratka HSD, německy Wirtschaftspartei der Schuldner aller Stände) byla politická strana za První republiky.
Strana, která byla založena ustavujícím sjezdem 18. dubna 1935, zastupovala zájmy německé menšiny v Československu. Zakladatelem byl učitel E. Weinlich z Lanškrouna.

## Problematika názvu
V dobovém tisku se průběžně název strany mění a neustálí se na žádném z nich. V průběhu existence strany se tak můžeme setkat s názvy jako Hospodářská strana dlužníků všech stavů, Hospodářská fronta dlužníků všech stavů nebo Zemská strana dlužníků.

## Výsledky voleb
Ve volbách do Národního shromáždění v roce 1935, kde kandidovala pod číslem 15 a názvem „Hospodářská strana dlužníků všech stran, spojená s nezávislou socialistickou stranou na Slovensku a P. Rusi“, získala strana do Senátu 973 hlasů (0,1 % hlasů); do Poslanecké sněmovny strana získala 5977 hlasů (0,07 % celkového počtu hlasů). Ani v jednom případě to nestačilo na získání mandátu. Strana se pokoušela postavit kandidátku i v jiných krajích, ale například v okrese Česká Lípa, kde předsednictvo strany očekávalo nejvíce hlasů v republice, se nesešlo ani 100 podpisů, které byly k zaregistrování kandidátky potřeba.
Strana nakonec dostála svého názvu, neboť strana musela po volbách v roce 1935 doplácet zhruba 180 000 Kč na volební náklady.